# Eleuterio Fernández Huidobro
Pour les articles homonymes, voir Fernández et Huidobro.
Eleuterio Fernández Huidobro, né le 14 mars 1942 à Montevideo et mort le 5 août 2016 dans la même ville, surnommé El Ñato (« nez camus », « nez plat »), est un ex-dirigeant des Tupamaros, il était aussi un sénateur uruguayen jusqu'à sa mort, le 5 août 2016. 
Élu pour la première fois en 1999 sur les listes du Mouvement de participation populaire (MPP), appartenant au Front large, il a été réélu en 2004 et à nouveau en 2009, mais cette dernière fois sur la liste du Courant d'action et de pensée - liberté (CAP-L), qui fait aussi partie de la coalition du Front large. Depuis octobre 2007, il est en congé du Mouvement de libération nationale - Tupamaros (MLN-T). Il a été ministre de la Défense nationale pendant la présidence de José Mujica et la deuxième présidence de Tabaré Vázquez. Il est mort dans l'exercice de la fonction.

## Biographie

### Guérilla des Tupamaros
Fernández Huidobro est d'abord passé par les Jeunesses communistes, avant de militer, aux côtés d'Eduardo Pinela[Qui ?], dans la Jeunesse du Mouvement révolutionnaire oriental (MRO). C'est alors qu'il fonda, avec Pinela, le Mouvement d'appui paysan (MAC), qui soutenait les luttes de l'UTAA (Unión de Trabajadores Azucareros de Artigas), le syndicat de cañeros (coupeurs de canne à sucre) cofondé par Raúl Sendic. Ces personnes firent par la suite partie de la direction des Tupamaros, s'unissant sur la base de l'action directe plutôt que sur un accord théorique. Fernández Huidobro fut ensuite fortement influencé par les discussions avec Mario Naviliat, un des fondateurs des Tupamaros, médecin d'origine anarchiste.
L'un des fondateurs et principaux dirigeants du Mouvement de libération nationale - Tupamaros (MLN-T), Fernández Huidobro rédigea les statuts des Tupamaros, ainsi que le Document n°1 du MLN-T de juin 1967.
Fernández Huidobro a été arrêté lors de la prise de Pando, le 8 octobre 1969. Incarcéré à la prison de haute sécurité de Punta Carretas, il ne joue plus de rôle formel dans la direction du MLN-T, la direction n'étant composée que des membres libres. Toutefois, en tant que fondateur et militant historique du mouvement, il garde une influence sur les Tupamaros. Avec Raúl Sendic, il était l'un des partisans de l'appui des Tupamaros au Front large, via la création du Mouvement du 26 mars.
Il participe ensuite à l'évasion de septembre 1971 (« opération Abus »), au cours de laquelle 110 prisonniers s'échappent de Punta Carretas, dont une centaine de Tupamaros. Avec d'autres dirigeants historiques évadés, il décide de travailler à la base, laissant aux « jeunes » la direction du comité exécutif. Il se charge ainsi du « plan Collier », création d'une colonne dans les alentours de Montevideo, destinée à divertir les forces de répression de la capitale. Mais, devant la dérive militariste des jeunes, et en particulier de la colonne 15, il parvient, avec d'autres leaders historiques, à convoquer une réunion élargie de l'exécutif, le 16 mars 1972, à laquelle participent les chefs de l'intérieur, qui aboutit à faire passer le comité exécutif de cinq à quatre membres, Fernández Huidobro et Candán Granjales remplaçant Marrero, Píriz Budes (qui deviendra un informateur de la police) et Wasem, et devenant ainsi les nouveaux dirigeants aux côtés de Mauricio Rosencof et d'Henry Engler .
Mais il est à nouveau arrêté le 14 avril 1972, avec David Cámpora, dans la maison du journaliste Luis Martirena, qui venait d'être abattu avec son épouse par un escadron de la mort. Il ne devra sa vie sauve qu'à l'arrivée d'un juge sur les lieux,. De nouveau arrêté, il restera douze ans détenu dans diverses casernes de l'armée, étant soumis à des tortures répétitives, et constitué par la dictature militaire en tant qu'otage, prêt à être tué à la moindre action des Tupamaros.

### Transition démocratique
Peu de temps avant l'amnistie de 1985, il faisait partie, aux côtés de Jorge Zabalza, Julio Marenales et d'autres, des dirigeants tupamaros qui s'opposaient à l'abandon de la lutte armée. Toutefois, après la déclaration publique de Raúl Sendic en faveur de la voie légaliste, il soutient, comme l'ensemble de la direction, cette nouvelle voie, qui aboutit à la création du Mouvement de participation populaire (MPP), organisation liant le MLN-T avec d'autres groupes de la gauche radicale. Il écrit par ailleurs dans la revue du MPP, Mate Amargo, de sa fondation en 1986 jusqu'à sa cessation de publication dans les années 2000.
Fernández Huidobro est finalement élu simultanément sénateur et député du département de Canelones lors des élections de 1999, sur les listes du MPP, qui fait partie du Front large. Il choisit de siéger au Sénat, et a été réélu aux élections de 2004, qui, gagnées par le Front large, conduisent le candidat socialiste Tabaré Vázquez à la présidence.
Fernández Huidobro étant alors deuxième sur la liste électorale ayant reçu le plus de votes, et la tête de liste, José Mujica, ayant été nommé Ministre du Bétail, de l'Agriculture et de la Pêche, il a dû exercer à plusieurs reprises la fonction de vice-président de la République.
En juillet 2006, après le VIIe Congrès du Mouvement de participation populaire (MPP), il crée sa propre tendance au sein du MPP, sous le nom de Courant d'action et de pensée (CAP). En septembre 2006, il est réélu à la direction nationale du MPP, mais demande en octobre 2007 à être mis en congé du MLN-T, « pour une période indéterminée ». Renommé CAP-L (Courant d'action et de pensée - liberté), son groupe a quitté le MPP en avril 2008, tout en restant membre de l'Espace 609, duquel fait partie le MPP. Puis il décida de se séparer entièrement de l'Espace 609 lors des élections primaires de 2009, se présentant comme autre option pour appuyer le candidat tupamaro José Mujica, soutenu, entre autres, par le MPP et le Parti communiste. Fernández Huidobro lui-même fut réélu sénateur pour la troisième fois lors des élections de 2009, en tant que tête de liste de la CAP-L.

## Publications
- La Bataille de l'énergie (2006)
- Victoria (2005)
- El Ataque (2003)
- Desastre nacional (2003)
- Bancada (2001)
- En la nuca (2000)
- Artigas olvidado (2000)
- El Tejedor (1995)
- Vacaciones (1995)
- Cebaduras (1994) (chronique des articles écrits dans Mate Amargo)
- Chile Roto (1993)
- Los Dos mundos (1991)
- La Fuga de Punta Carretas (1990) (raconte l'évasion de la prison de Punta Carretas en 1971)
- Memorias del Calabozo (1987-1988) (écrit avec Mauricio Rosencof, récit des conditions de détention pendant la dictature)
- La Tregua Armada (1987)
- Historia de los Tupamaros (1986-1987)

## Cinéma
Huidoro est incarné par l'acteur Alfonso Tort dans le film La noche de 12 años (Compañeros) d'Alvaro Brechner en 2018.